# Tây Giang (Quảng Nam)
Tây Giang is een bergachtig district in de Vietnamese provincies Quảng Nam. De hoofdplaats van Tây Giang is xã Ch'Ơm.

## Geschiedenis
Tây Giang was tot 2003 een onderdeel van huyện Hiên. In mei 2003 is Hiên opgesplitst in twee verschillende districten. Naast Tây Giang ontstond ook huyện Đông Giang.

## Geografie en topografie
Tây Giang ligt in het noordwesten van Quảng Nam. In het westen grenst Tây Giang aan de provincie Sekong in de Democratische Volksrepubliek Laos. In het noorden grenst Tây Giang aan Huế. Tây Giang grenst hier aan twee huyện, te weten A Lưới en Phú Lộc. In het oosten grenst Tây Giang aan Đông Giang, waarmee, het tot 2003 de huyện Hiên vormde. In het zuiden grenst Nam Giang aan Tây Giang.
Naast de hoofdplaats Ch'Ơm bestaat Tây Giang nog uit negen andere xã's. Van de in totaal tien xã's, grenzen er acht aan Laos. Slechts A Vương en Dang grenzen niet aan Laos.

### Administratieve eenheden
- Xã A Nông
- Xã A Tiêng
- Xã A Vương
- Xã A Xan
- Xã Bha Lê
- Xã Ch'ơm
- Xã Dang
- Xã Ga Ri
- Xã Lăng
- Xã Tr'Hy

### Rivieren
In het hoogland in Tây Giang ontstaan veel kleine beken en rivieren, waaronder de A Vương.

## Verkeer en vervoer
Een belangrijke verkeersader is de Quốc lộ 14. Deze weg verbindt de Quốc lộ 9 met de Quốc lộ 13 en gaat door de provincies Quảng Trị, Huế, Quảng Nam, Kon Tum, Gia Lai, Đắk Lắk, Đắk Nông và Bình Phước. De weg is ter plekke een onderdeel van de Ho Chi Minh-weg.